# Kali periodat
Kali peiodat là một muối vô cơ với công thức hóa học KIO4. Nó bao gồm một cation kali và một anion peiodat, hay nói cách khác là muối của kali và axit peiodic.

## Điều chế
Kali peiodat được điều chế bằng phản ứng oxy hóa kali iodat bởi clo và kali hydroxide:
KIO3 + Cl2 + 2KOH → KIO4 + 2KCl + H2O
Nó cũng có thể được tạo ra bởi quá trình điện hóa kali iodat, tuy nhiên tính tan thấp của KIO3 làm cho phương pháp này bị hạn chế sử dụng.

## Tính chất hóa học
Kali peiodat hòa tan ít trong nước (một trong số muối ít tan của kali, do anion kích thước lớn), tạo ra một dung dịch kiềm nhẹ. Khi đun nóng (đặc biệt với mangan(IV) oxit xúc tác), nó phân hủy ở 582 ℃ để tạo thành kali iodat và giải phóng khí oxy.
Dạng tinh thể bốn phương của KIO4 thuộc loại Scheelite (nhóm Fedorov I41/a).